# Субару (телескоп)
«Субару» (яп. すばる望遠鏡 Субару бо:энкё:) — 8,2-метровый оптический телескоп, принадлежащий Национальной астрономической обсерватории Японии, но расположенный в обсерватории Мауна-Кеа, на одноимённом вулкане, Гавайи. Назван по японскому названию звёздного скопления Плеяды. Вступил в строй в 1999 году. Зеркало телескопа стало самым большим монолитным зеркалом в мире, незначительно превзойдя телескоп Very Large Telescope (8,2 м), вплоть до 2005 года, когда было получено первое изображение на Большом бинокулярном телескопе (8,4 м).

Сравнение основных зеркал некоторых телескопов (Субару обозначен голубым кружком справа от центра)

«Субару» является рефлектором системы Ричи — Кретьена. Строительство телескопа началось в апреле 1991 года. Через год на конкурсной основе было выбрано официальное название «Телескоп Субару». Строительство было закончено в 1998 году, а в январе 1999 года были получены первые изображения. В сентябре 1999 года его посетила принцесса Саяко.
В 2006 году была применена система адаптивной оптики с лазерной гидирующей звездой. Это позволило увеличить угловое разрешение телескопа в 10 раз.
Спектрограф Coronagraphic High Angular Resolution Imaging Spectrograph (CHARIS), установленный на наземном телескопе Субару, предназначен для обнаружения экзопланет, исследования их света с целью установления размера планет, а также газов, преобладающих в их атмосферах.

## Научные результаты
В 2024 году с помощью телескопов «Субару» и TESS была открыта экзопланета Глизе 12 b.

## Галерея

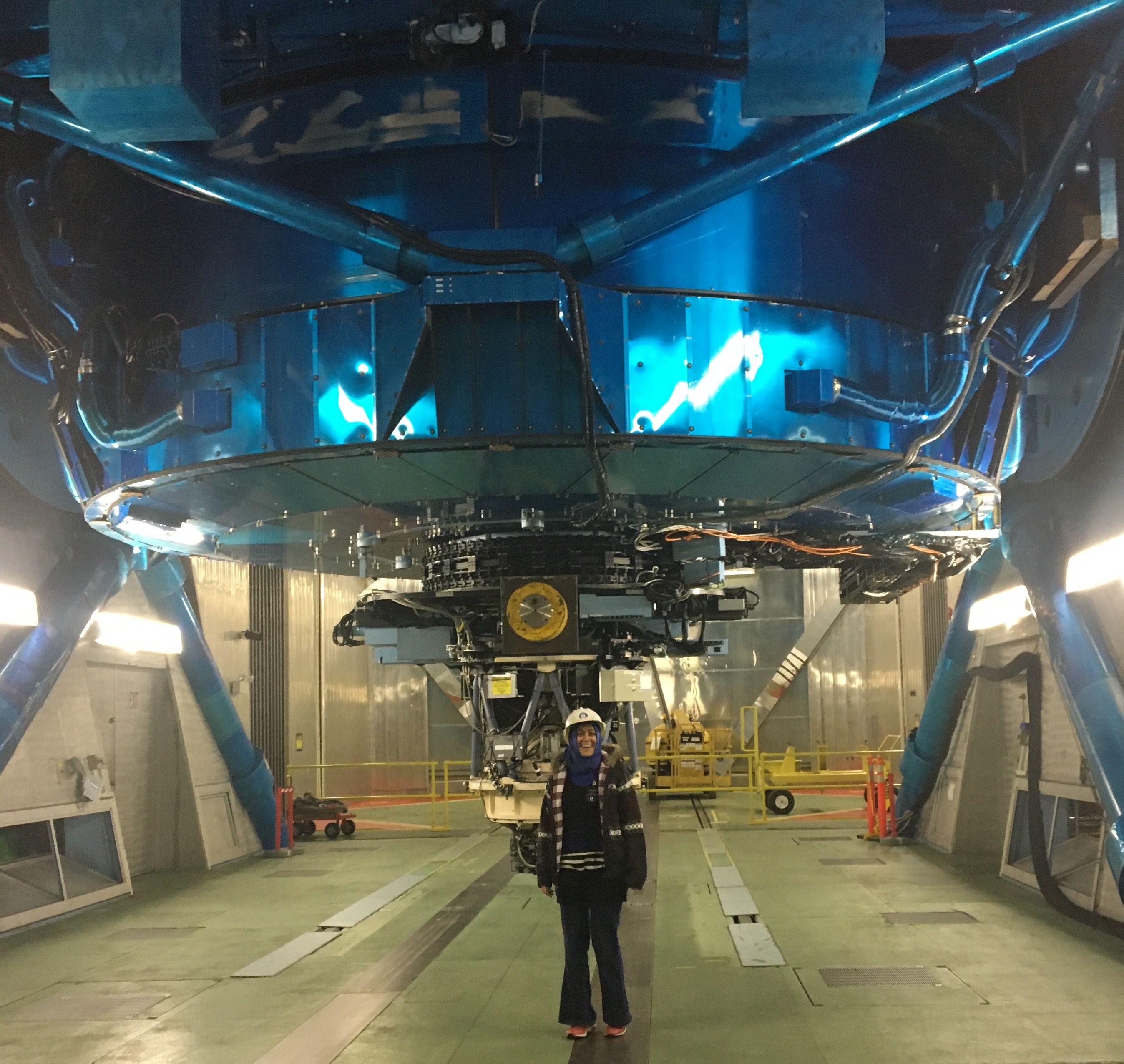
Для масштаба доктор Бурчин Мутлу-Пакдил у основания главного зеркала
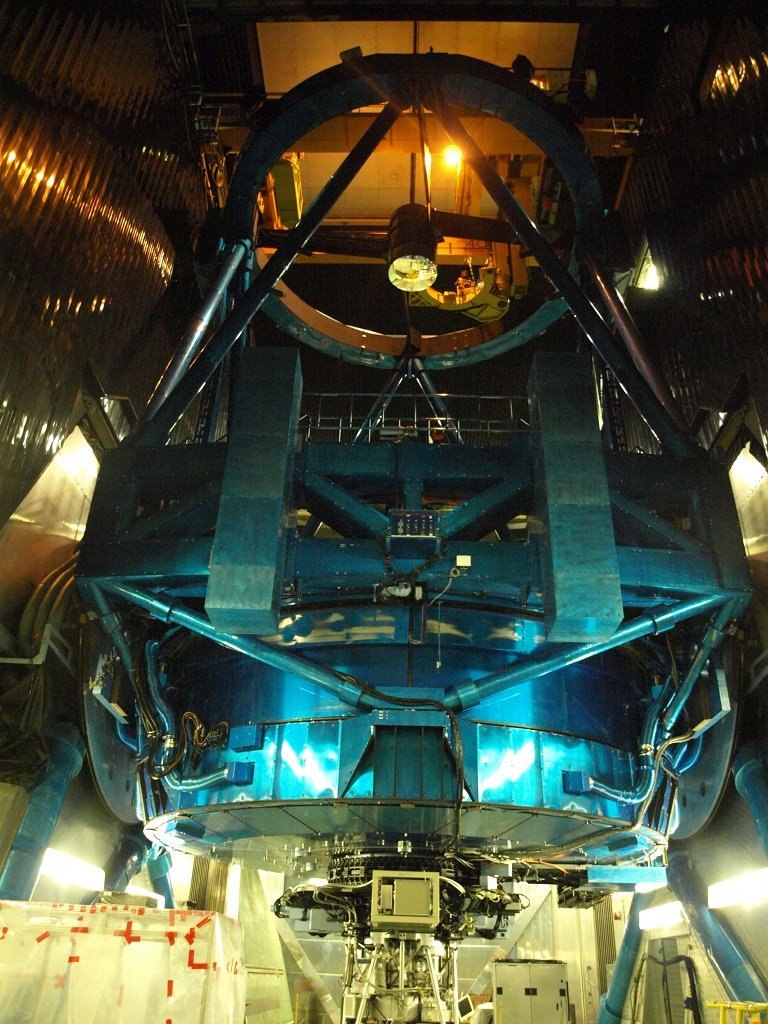
Главное зеркало снизу
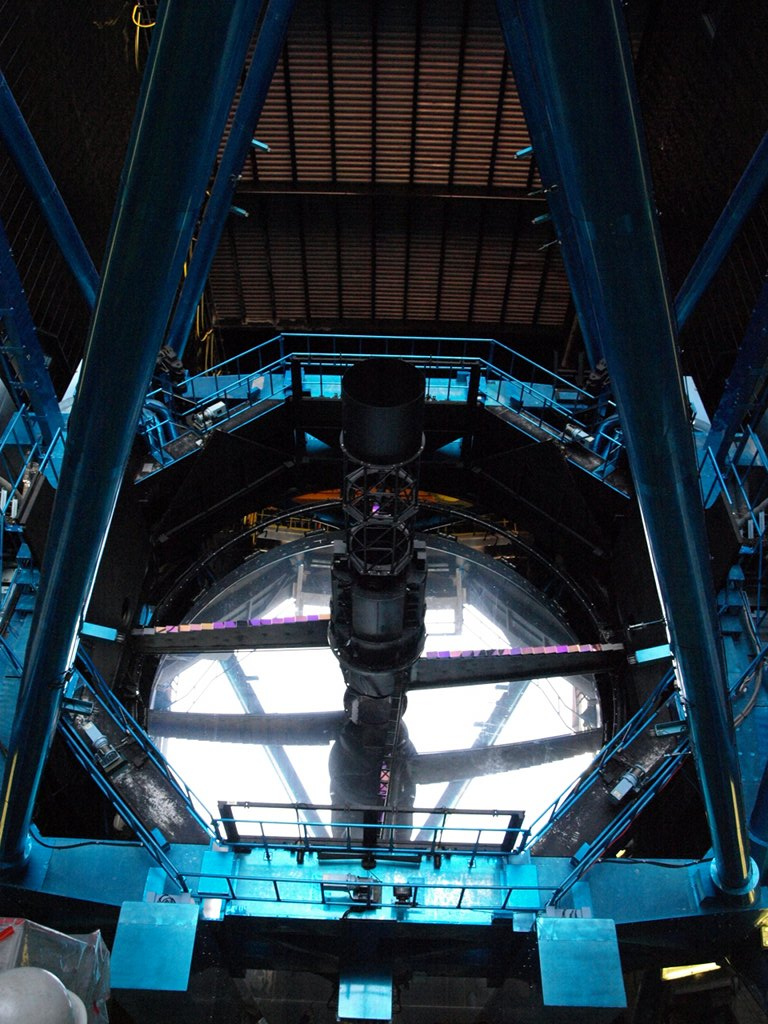
Главное зеркало
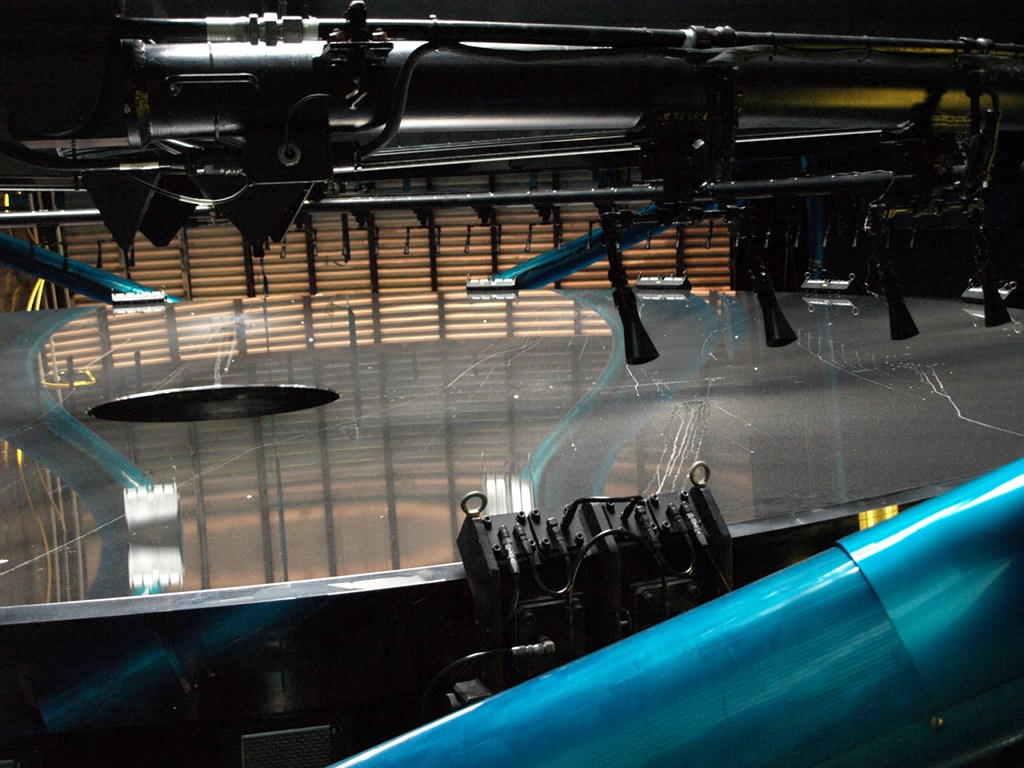
Главное зеркало телескопа при его чистке сухим льдом
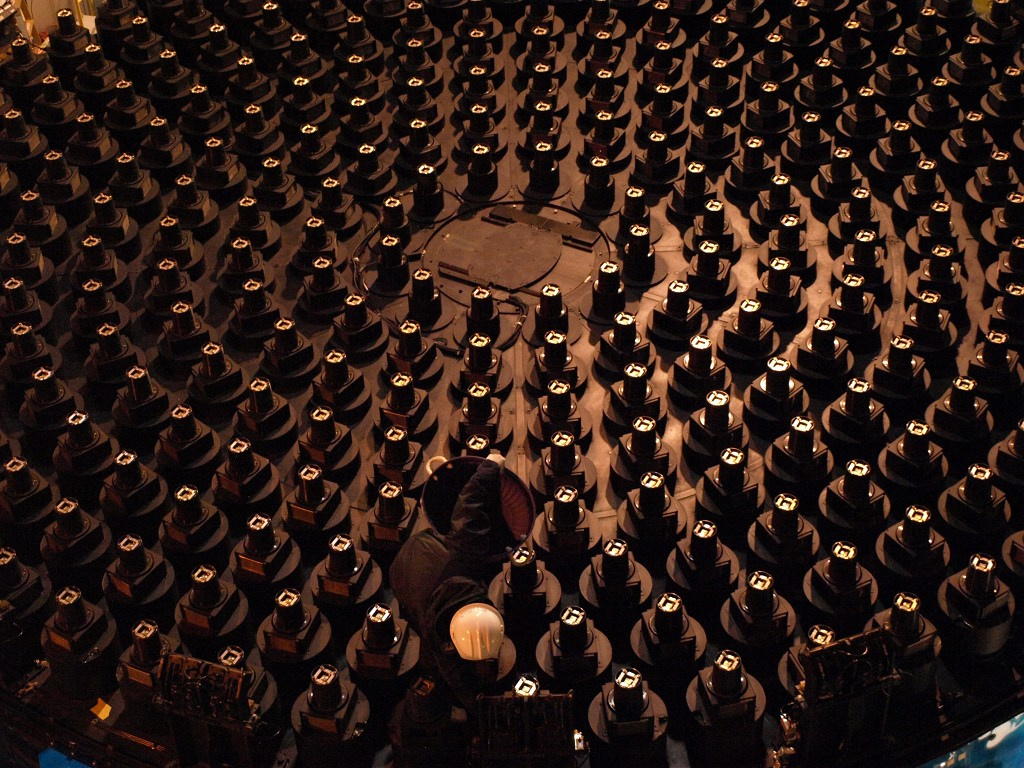
Приводы главного зеркала во время технического обслуживания
Карта темной материи 2018 года, составленная обзором Hyper Suprime-Cam